# Scione maculipennis
Scione maculipennis är en tvåvingeart som först beskrevs av Ignaz Rudolph Schiner 1868.  Scione maculipennis ingår i släktet Scione och familjen bromsar. Inga underarter finns listade i Catalogue of Life.